# Maisons Elika
Maisons Elika était la filiale de promotion de maisons individuelles accessible au plus grand nombre du groupe Bouygues Immobilier.
À la suite de la réalisation d'une grosse opération, l'entreprise a été dissoute le 8 juin 2011 pour être réintégré directement à sa maison mère, Bouygues Immobilier.

## Activité
Réalisation et conduite de projet immobilier dans le secteur des maisons individuelles en ossature bois.
Maisons Elika développe ses projets partout en France.